# The Planetary Society
The Planetary Society (La Societat Planetària) és una organització no governamental amb seu als Estats Units d'Amèrica, organització sense ànim de lucre a què qualsevol pot unir-se. Està involucrada en projectes de recerca i enginyeria relacionats amb l'astronomia, la ciència planetària, l'exploració, la difusió pública i la incidència política. Va ser fundada el 1980 per Carl Sagan, Bruce Murray i Louis Friedman, i té més de 40.000 membres de més d'un centenar de països de tot el món.
La Societat es dedica a l'exploració del sistema solar, la recerca d'objectes propers a la Terra, i la recerca de vida extraterrestre. La missió de la societat s'expressa com a: "capacitar els ciutadans del món per avançar en la ciència i l'exploració espacial". The Planetary Society és també un ferm defensor del finançament i les missions d'exploració espacials de la NASA. Aquests pressionen activament al Congrés i participar els seus membres en els Estats Units per escriure i cridar als seus representants en suport del finançament de la NASA.
A més de la difusió pública, The Planetary Society també patrocina nous i projectes innovadors que és la "llavor" de l'exploració més llunyana. Dos dels programes de perfil més alts són Lightsail i LIFE (Living Interplanetary Flight Experiment). Lightsail és una sèrie de tres experiments de veles solars. LightSail-1 s'espera que per aprofitar d'una futura missió de la NASA. El juny de 2005, la Societat va llançar la nau Cosmos 1 per provar la viabilitat de navegació solar, però el coet va fallar poc després de l'enlairament.
LIFE, era un programa de dues parts dissenyat per posar a prova la capacitat dels microorganismes per sobreviure en l'espai. La primera fase va volar l'últim vol de la llançadora Endeavor el 2011. La segona fase va muntar en la missió russa Fobos-Grunt, que va intentar anar a la lluna marciana de Fobos i l'esquena, però no va poder escapar de l'òrbita terrestre.

## Història
The Planetary Society va ser fundada el 1980 per Carl Sagan, Bruce Murray i Louis Friedman com abanderats de les ajudes públiques de l'exploració espacial i la recerca de vida extraterrestre. Fins a la seva mort el 1996, la Societat va ser dirigit activament per Sagan, que va utilitzar la seva fama i poder polític per influir en el clima polític de l'època, inclòs la protecció de SETI el 1981 de la cancel·lació del Congrés. Al llarg dels anys 1980 i 1990, la Societat va empènyer el seu programa científic i tecnològic, el que va portar a un major interès en l'exploració planetària basada en explorador i la missió New Horizons de la NASA a Plutó.
A més dels seus afers polítics, la societat ha creat una sèrie de projectes i programes relacionats amb l'espai. El programa SETI va començar amb la Maleta de la SETI Paul Horowitz i ha crescut fins a incloure recerques en ràdio i longituds d'ona òptiques dels hemisferis nord i sud de la Terra. SETI@home, el principal experiment d'informàtica distribuïda a la Terra, és potser el projecte SETI més conegut de la Societat. Altres projectes inclouen el desenvolupament de l'instrument de micròfon marcià que va volar sobre el projecte Mars Polar Lander fracassat, així com el projecte LightSail-1, un projecte de vela solar per determinar si és possible viatjar en l'espai utilitzant només la llum del sol.

## Resum del programa
The Planetary Society actualment dirigeix set àrees de programes diferents, amb una sèrie de programes en cada àrea:
- Promoció i educació
- Planetes extrasolars
- Tecnologies innovadores
- Participació internacional de la missió
- Exploració de Mart
- Objectes propers a la Terra
- Recerca de vida extraterrestre

## Organització
The Planetary Society es regeix per una junta voluntària de 17 membres dels directors triats per la seva passió pel coneixement i l'exploració espacial. La Junta té un director, un president, i un vicepresident i un Comitè Executiu, i es reuneix normalment dues vegades a l'any per establir les polítiques de la societat i les direccions futures. Les nominacions es busquen i es consideren periòdicament a partir d'una varietat de fonts, inclosos la dels membres del Consell Assessor de la Junta i, Membres de la Societat, el personal i els experts en la comunitat espacial. El 7 de juny de 2010, la Societat va anunciar que el famós educador de la ciència el estatunidenc Bill Nye es convertiria en el nou director executiu de la societat

## Membres
La junta directiva actual deThe Planetary Society inclou el següent:
- Bill Nye, director executiu
- Daniel Geraci, president de la Junta
- Jim Bell, President
- Heidi Hammel, Vicepresident
- Lon Levin, Tresorer de la Junta
- G. Scott Hubbard
- C. Wallace Hooser
- Neil deGrasse Tyson
- Alexis Livanos
- John Logsdon
- Bijal (Bee) Thakore
- Fillmore Wood

Membres notables del seu Consell Assessor inclouen:

## Ciència i tecnologia
Els projectes de patrocinadors de ciència i tecnologia de The Planetary Society per sembrar una més gran exploració. Tots aquests projectes són finançats pels membres i donants de la Societat. Alguns projectes inclouen:
- Earthdials
- FINDS Exo-Earths
- Micro-Rovers for Assisting Humans
- Mars Climate Sounder
- Anomalia dels Pioneer
- Cerca d'objectes propers a la Terra
- Planetrek
- Laser Bees
- SETI
- Vela solar amb la Cosmos 1 i la LightSail-1
- Living Interplanetary Flight Experiment
- SETI@home[15]

La donació d'un membre de 4.2$ milions dins 2014 serà utilitzat per la Societat a més enllà la seva recerca a asteroide i veles solars que segueixen.

## Planetary Report
Planetary Report és la revista trimestral del vaixell insígnia de reconeixement internacional de The Planetary Society, amb articles i fotos a tot color per proporcionar una cobertura completa dels descobriments de la Terra i altres planetes. Es va passar de bimestral a trimestral amb l'edició de 2011 de juny (solstici d'estiu).
Aquesta revista arriba a més de 40.000 membres de The Planetary Society de tot el món, amb notícies sobre missions planetàries, nacions espacials, exploradors de l'espai, controvèrsies científiques planetàries, i les últimes troballes en l'exploració de la humanitat del sistema solar.

## Ràdio planetària
La Societat Planetària també produeix Ràdio Planetària, un setmanal 30-minut programa radiofònic i podcast hosted i produït per Mat Kaplan. La programació de l'espectacle consisteix majoritàriament d'entrevistes i telefònic-va basar converses amb científics, enginyers, directors de projecte, artistes, escriptors, astronautes, i molts altres professionals que poden proporcionar alguna idea o perspectiva a l'estat actual d'exploració espacial.